# Ella también
«Ella también» es una canción compuesta por el músico argentino Luis Alberto Spinetta en 1970, incluida en el álbum Kamikaze de 1982, álbum ubicado en la posición nº 24 de la lista de los 100 mejores discos del rock argentino por la revista Rolling Stone.
El tema integraba la ópera rock Señor de las latas, compuesta por Spinetta para ser interpretada por su primera banda, Almendra, pero el proyecto se frustró.
Fue la tercera canción interpretada en el concierto "Spinetta y las Bandas Eternas", con Spinetta en guitarra y el tecladista Diego Rapoport como primer invitado especial de la noche, al igual que la canción "No te busques ya en el umbral".

## La canción
La canción está incluida como segundo track del álbum Kamikaze grabado como solista por Luis Alberto Spinetta. Se trata de una bella balada acústica, de sonido y lírica intimista, acompañada solo por la guitarra acústica Ovation de Spinetta y el piano de Rapoport. 
El psicólogo y escritor uruguayo Agustín Acevedo Kanopa ha escrito sobre esta canción que define como "su tema favorito del Flaco en toda su larga discografía":

La letra me parece excelente, mucho más allá de los juegos de palabras tan interesantes que suele presentar el flaco. Sin quedarme meramente en las imágenes (que me resultan, de hecho, hermosas), tengo una cierta interpretación de la canción. Yo la siento como la idea de un amor idealizado que trasciende la metáfora misma. Es como un amor tan intenso que hace perder el “como si” del lenguaje (para los que estudian psicología, sí, estoy afanando abierta y arbitrariamente a Lacan y a Psicopatología clínica). No se necesita un conector comparativo, la musa sencillamente vive y toma del mundo lo que necesita, siendo tan amada que ni siquiera tiene que hacer pacto con la materialidad de las cosas. Quizás esta es una reflexión más basada en la forma del mismo texto que en el contenido, pero es lo que más me interesó destacar. Habla sobre una persona a la que se ama tanto que el mundo se desdibuja, quedando completamente a merced de la omnipotencia de sus caprichos (“ella también se cansó de este sol/ viene a mojarse los pies a la luna”). No es necesario un lago, ni siquiera un charco en el que se refleje nuestro satélite, ella sencillamente se saltea todos los puentes y las comparaciones, para sencillamente irse a mojarse los pies a la luna. “Yo me recuesto y ella en el final viene a dormirme movida de estrellas”: no interesa realizar mayores disecciones, me quedo con la forma y con las imágenes, siento que se contrasta el “dormir” con “mover”, ella es como el mismo firmamento viviente, que permanece presente en la fantasía, aún en el momento en que el protagonista decide dormirse, como intentando infructuosamente abandonar ese mundo.
Agustín Acevedo Kanopa

La canción fue uno de los dos temas (con "Barro tal vez") que Spinetta interpretó durante su actuación en el Festival de la Solidaridad Latinoamericana, durante la Guerra de Malvinas.

## Estrella fugaz en recital homenaje de Aznar
El tema fue el cierre de un recital gratuito de Pedro Aznar en la Costanera Sur, dos meses después de la muerte de Spinetta, en su homenaje. Durante el tema, al minuto 24 segundos, en el momento que Aznar canta «sube a las hojas y cae hasta el mar», cayó una estrella fugaz detrás del escenario que hizo que el público se expresara masivamente mientras Aznar ve el fenómeno y sacude la cabeza, dando lugar a un aplauso general. El acontecimiento quedó registrado en los videos tomados ese día. El programa La Viola destacaba el fenómeno resaltando la coincidencia entre la canción, su muerte y el fenómeno celeste:

Casualidad o no, la canción de Spinetta termina con la frase: «Yo me recuesto y ella en el final viene a dormirme movida de estrella». Hasta el cielo recordó al gran Luis Alberto Spinetta.